# Détournement de l'avion du FLN
 (août 2023).
Si vous disposez d'ouvrages ou d'articles de référence ou si vous connaissez des sites web de qualité traitant du thème abordé ici, merci de compléter l'article en donnant les références utiles à sa vérifiabilité et en les liant à la section « Notes et références ».
En pratique : Quelles sources sont attendues ? Comment ajouter mes sources ?
Le détournement de l'avion du FLN est un acte de piraterie aérienne de la guerre d'Algérie ayant eu lieu le 22 octobre 1956 à Rabat au Maroc au cours duquel l'armée française capture un avion de la compagnie Air Atlas-Air Maroc dans lequel cinq dirigeants du Front de libération nationale (FLN) se trouvaient, à destination de Tunis en Tunisie.
L'événement suscite des réactions très négatives dans la presse française de gauche et également au Maroc, où se déroulent de violentes émeutes anti-françaises qui font une soixantaine de morts parmi la population européenne.
La capture des chefs de la délégation extérieure du FLN n'est pas une perte irrémédiable pour le FLN. Les cinq hommes étant des politiques et n'exerçant pas de responsabilités opérationnelles dans la lutte armée, elle ne modifie pas le cours de la guerre d'Algérie. Une partie des informations sur le voyage prévu figuraient dans une dépêche de l'Agence centrale de presse.

## Déroulement

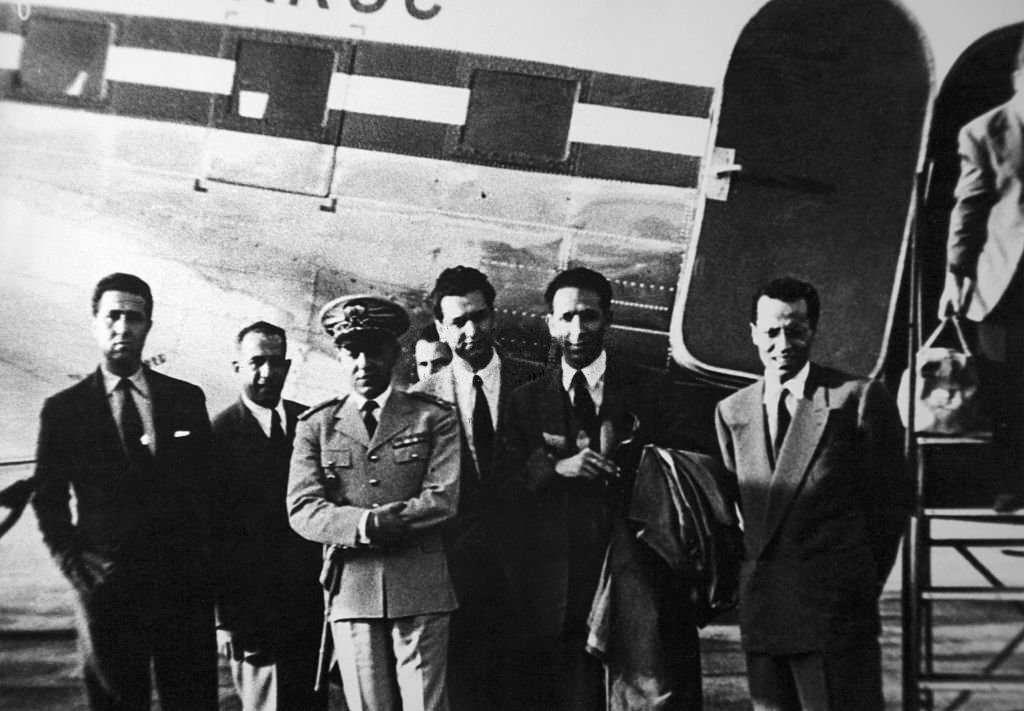
22 octobre 1956 :Le DC-3 de l'Air Atlas-Air Maroc, le prince Moulay Hassan en uniforme est venu saluer les cinq dirigeants du FLN avant leur départ en destination de Tunis.

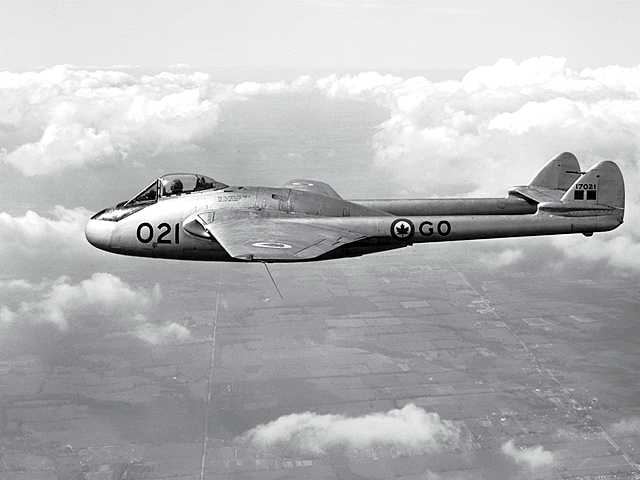
L'un des chasseurs à réaction SE-535 Mistral qui ont intercepté le DC-3

Le 22 octobre 1956 à Rabat, cinq dirigeants du Front de libération nationale (FLN) prennent place à bord d'un DC-3 de la compagnie Air Atlas-Air Maroc. Ahmed Ben Bella, Hocine Aït Ahmed, Mostefa Lacheraf, Mohamed Khider et Mohamed Boudiaf, devaient initialement prendre place à bord de l'avion du sultan du Maroc, Mohammed V, sous de fausses identités. Les cinq hommes doivent se rendre à Tunis pour y rencontrer le souverain tunisien Lamine Bey et pour un sommet organisé par Habib Bourguiba et sous le patronage de Mohammed V. Les militaires français ne peuvent pas rater une si belle occasion pour détourner l'avion et « décapiter le FLN »,.
Par des informateurs dont les identités n'ont jamais été révélées, les services secrets français du SDECE ont eu connaissance de la date exacte du voyage. Il ne reste plus alors qu'à écouter les échanges radio entre l'avion du sultan et la tour de contrôle de Rabat. À Alger, Michel Gorlin, directeur du cabinet civil et le lieutenant-colonel Branet, chef du cabinet militaire, sont tenus au courant minute par minute. Et, bientôt, une idée germe dans l'esprit des deux hommes. L'avion est marocain, mais il est immatriculé en France et les lois internationales sont formelles : c'est l'immatriculation qui détermine la nationalité de l'appareil. Les autorités françaises ont donc le droit le plus absolu de détourner cet avion sur Alger,.
Mais si l'opération est parfaitement légale, elle concerne l'avion du sultan du Maroc, ce qui entraînera immanquablement de sérieuses difficultés diplomatiques. Michel Gorlin décide donc d'appeler Pierre Chaussade, le secrétaire général de Robert Lacoste en déplacement à Paris, juste au moment où il a son interlocuteur en ligne, il apprend par la radio que les chefs du FLN suivent dans un autre avion. Il s'agit d'un DC-3 portant l'immatriculation française F-OABV. Son pilote est français, de même que le mécanicien navigant et l'hôtesse de l'air. Gorlin, qui est toujours en conversation avec Chaussade, expose à ce dernier le projet d'interception en insistant sur l'aspect légal de l'opération. Il ajoute qu'il ne s'agit plus de l'appareil du sultan, mais d'un simple avion commercial dont le détournement ne devrait pas avoir des conséquences diplomatiques trop graves,, le Roi et son fils n'étant plus à bord.
Moulay Hassan, futur Hassan II, aurait joué un rôle dans cette décision de ne pas utiliser l'avion royal,, voire dans l'information des Français, selon un journaliste égyptien Hassanine Haykal à la télévision qatarie Al Jazeera, des allégations démenties par Hocine Aït Ahmed. Ce dernier affirme que le changement d’appareil a eu lieu à sa demande, après qu’il eut fait état au futur monarque marocain de ses « craintes » de faire « prendre des risques » au roi en le faisant voyager dans le même avion que les dirigeants algériens, recherchés par les services français.
Pierre Chaussade contacte aussitôt Max Lejeune, secrétaire d'État à la Défense. Celui-ci donne son accord sans avertir Guy Mollet le président du conseil, alors en déplacement dans le Pas-de-Calais, ni Robert Lacoste, ministre résident en Algérie, absent également. Il s'agit de faire vite, car l'interception doit s'effectuer avant que le DC-3 ne pénètre dans l'espace aérien tunisien.
Déjà, l'armée de l'air a fait décoller des chasseurs à réaction SE-535 Mistral de la 6e escadre de chasse pour surveiller le DC-3 puis, avant même d'avoir reçu le feu vert des autorités, le commandant de la 5erégion aérienne donne l'ordre de faire décoller un MD-315 Flamant, équipé d'armes de bord.
Pour éviter de pénétrer à l'intérieur de l'espace aérien français, le pilote du DC-3 met le cap sur Palma de Majorque, où il atterrit pour se ravitailler en carburant. Cette escale va laisser le temps aux forces aériennes françaises d'achever la mise en place du dispositif. Le DC-3 quitte Palma à 18h15 et, à 19h50, le contrôle aérien militaire lui intime l'ordre formel de se poser à Alger. L'équipage hésite.
À Oran un B-26N Invader (version chasseur de nuit) et deux patrouilles de SE-535 Mistral sont en alerte renforcée. Ils pourraient, le cas échéant, intervenir pour empêcher le DC-3 de retourner au Maroc.
Il est 20h45 lorsqu'un MD-315 Flamant armé décolle de Blida. Conformément aux indications du contrôleur, le pilote met le cap à l'est en montant vers 9 000 pieds (environ 2 740 m) De son côté, le navigateur tente de contacter le DC-3, sans y parvenir. Soudain, le pilote du Flamant aperçoit un avion qui vole 500 pieds (environ 152 m) plus haut en direction de l'ouest. Par radio, le contrôleur aérien confirme qu'il s'agit bien de l'objectif. « Obligez-le, dit-il, à se poser par tous les moyens. S'il refuse, ouvrez le feu ! »
À bord du DC-3, les passagers ne se sont aperçus de rien, mais le pilote craint qu'ils ne se posent des questions en voyant la lune passer d'un bord à l'autre. L'hôtesse sauve la situation en tirant les rideaux devant les hublots, « pour vous permettre de prendre un peu de repos ». Le navigateur du Flamant n'est toujours pas parvenu à contacter le DC-3 par radio et, comme après avoir survolé Alger, celui-ci poursuit sa route vers l'ouest, il est à craindre qu'il ne cherche à regagner le Maroc. À la verticale de Boufarik, le pilote du Flamant appelle le contrôle-radar. « Objectif à portée. Demandons confirmation ordre de tir. »,
- Stand-by (attendez), répond le contrôleur. »

Puis, quelques secondes plus tard, il indique :
« Le DC-3 est en train de virer par la gauche. L'appareil d'Air Atlas-Air Maroc vire en effet à gauche pour se placer dans l'axe de la piste. En même temps, il commence sa descente, toujours suivi par le Flamant. À 500 pieds (environ 152 m), le pilote du DC-3 sort le train d'atterrissage. Les roues touchent la piste à 21h20 et, pendant que l'appareil ralentit, le Flamant remet les gaz, son équipage étant très probablement soulagé de ne pas avoir été contraint d'abattre un avion civil.
Précédé de la Jeep et suivi par plusieurs véhicules de l'armée, le DC-3 rejoint le parking militaire où se trouvent déjà les photographes chargés d'immortaliser l'événement. Dès l'arrêt des moteurs, un mécanicien place un escabeau et ouvre la porte d'accès. Les chefs du FLN se présentent à la coupée, stupéfaits de ne pas être à Tunis. « On ne peut pas faire confiance aux Français », s'exclame Ben Bella avec colère[réf. nécessaire]. 
Ils resteront prisonniers jusqu'en 1962, dont deux ans passés au fort Liédot sur l'île d'Aix.

## Conséquences diplomatiques du détournement
Avec les chefs du FLN, les autorités saisissent des documents apportant la preuve formelle de l'aide égyptienne au FLN. Mais la révélation de ce soutien ne suffit pas à calmer le jeu, bien au contraire. Au Maroc, de violentes émeutes anti-françaises font une soixantaine de morts, les victimes, toutes européennes, ayant été massacrées. De son côté, le sultan durcit sa position en rappelant son ambassadeur en poste à Paris,.
Habib Bourguiba adopte une position analogue et, dans le monde arabe, la France est sévèrement jugée. La presse française de gauche est d'une extrême virulence, Alain Savary secrétaire d'État aux Affaires marocaines et tunisiennes et son chef de cabinet Claude Cheysson démissionnent. Pierre de Leusse, ambassadeur de France à Tunis, quitte lui aussi ses fonctions.
Pour le FLN, la capture de Ben Bella et de ses compagnons n'est pas une perte irrémédiable, car les cinq hommes sont des politiques qui peuvent être assez facilement remplacés. Ben Bella a d'ailleurs dit au moment de son arrestation : « Cela ne changera rien ! » et, quarante-huit heures plus tard, le FLN répand dans Alger un tract sur lequel on peut lire : « Cinq de nos dirigeants sont donc arrêtés, mais la machine reste en place ». La rupture des relations avec la France est en revanche un coup dur pour les deux parties. Si en effet le FLN est désormais assuré de recevoir une aide puissante de l'Égypte, de la Tunisie et du Maroc, il n'a plus de dialogue direct avec la France. De son côté, Guy Mollet est furieux. L'opération s'est faite sans qu'il ait été informé et les négociations engagées secrètement à Rome avec le FLN sont rompues. La France est condamnée à une victoire militaire totale ou à l'abandon pur et simple de l'Algérie.